# Indigofera pseudoevansii
Indigofera pseudoevansii là một loài thực vật có hoa trong họ Đậu. Loài này được Hilliard & B.L.Burtt miêu tả khoa học đầu tiên.